# Panteón Rococó
Panteón Rococó (dosłownie po polsku: Rokokowy cmentarz, nazwa pochodzi z tytułu sztuki Hugo Argüellesa pt. El Cocodrilo Solitario del Panteón Rococó) – założony w 1995 meksykański zespół muzyczny wykonujący głównie muzykę ska z elementami reggae, rocka, salsy i innych, głównie latynoskich, stylów muzycznych. Sami artyści, unikając kategoryzacji, twierdzą, że grają po prostu muzykę.
W swojej historii zespół liczył od pięciu do dwunastu członków, w ostatnim okresie ich liczba ustabilizowała się na poziomie dziewięciu muzyków (plus dziesiąty, formalnie nie należący do zespołu, trębacz Pascal Montaño). Członkowie zespołu otwarcie deklarują się jako sympatycy Zapatystowskiej Armii Wyzwolenia Narodowego – wyraz swoim lewicowym poglądom politycznym dają niejednokrotnie w piosenkach (m.in. kompozycji La Ciudad De La Esperanza czy skierowanym w stronę George W. Busha utworze Hijo de su). W ciągu lat zespół zdobył sobie dużą popularność w krajach latynoamerykańskich oraz w Europie (głównie w Niemczech i innych krajach niemieckojęzycznych po których regularnie odbywają wspólne trasy koncertowe, m.in. wspólnie z zespołem Die Ärzte), w 2008 zespół, na zaproszenie Jerzego Owsiaka, wystąpił na XIV Przystanku Woodstock.

## Obecny skład zespołu
- Luis Román Ibarra (Dr. Shenka) – wokal
- Dario Espinosa – gitara basowa
- Hiram Paniagua – perkusja
- Leonel Rosales – gitara
- Felipe Bustamante – instrumenty klawiszowe
- Paco Barajas – puzon
- Rodrigo Bonilla (Don Gorri) – gitara
- Missael Oseguera – saksofon
- Tanis – kongi
- Pascal Montaño – trąbka (gościnnie)

## Dyskografia
- 1997: Toloache pa' mi Negra
- 1999: A la Izquierda de la Tierra (reedycja w 2003)
- 2002: Compañeros Musicales
- 2004: Tres Veces Tres
- 2006: 10 Años, Un Panteón Muy Vivo (En Vivo) – płyta koncertowa
- 2007: Panteón Rococó
- 2010: Ejercito De Paz

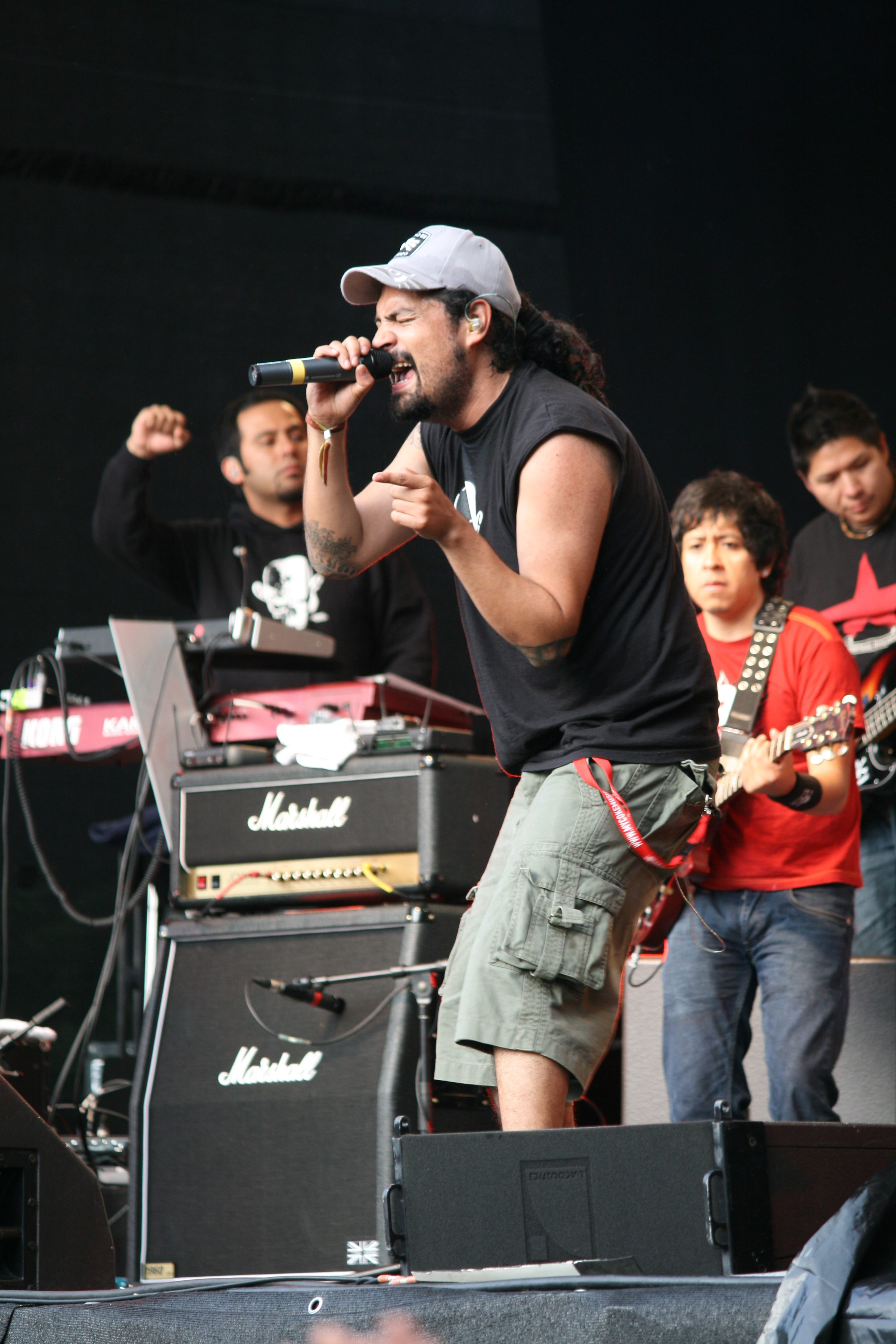
Dr. Shenka – wokal
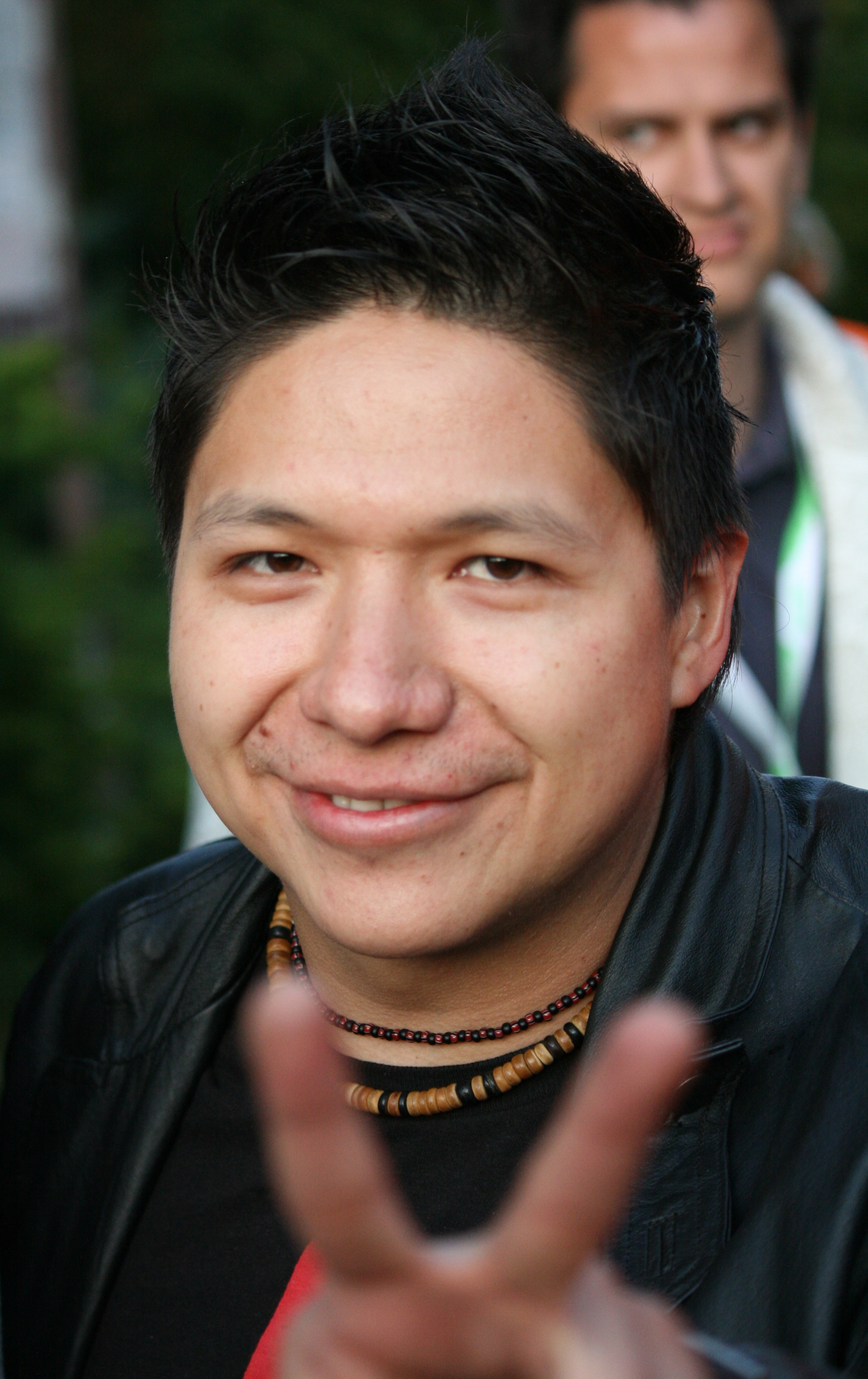
Dario Espinosa – gitara basowa
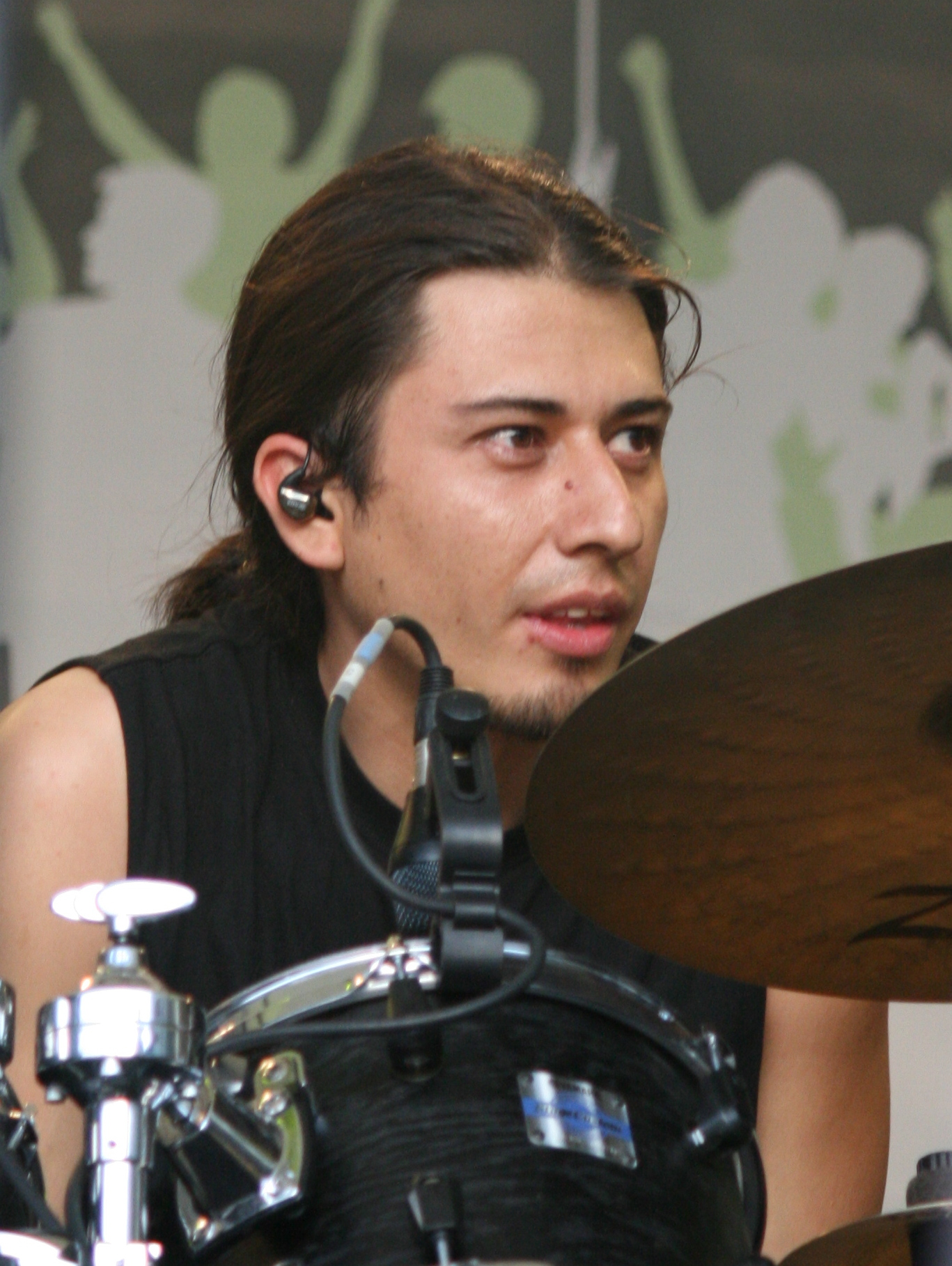
Hiram Paniagua – perkusja
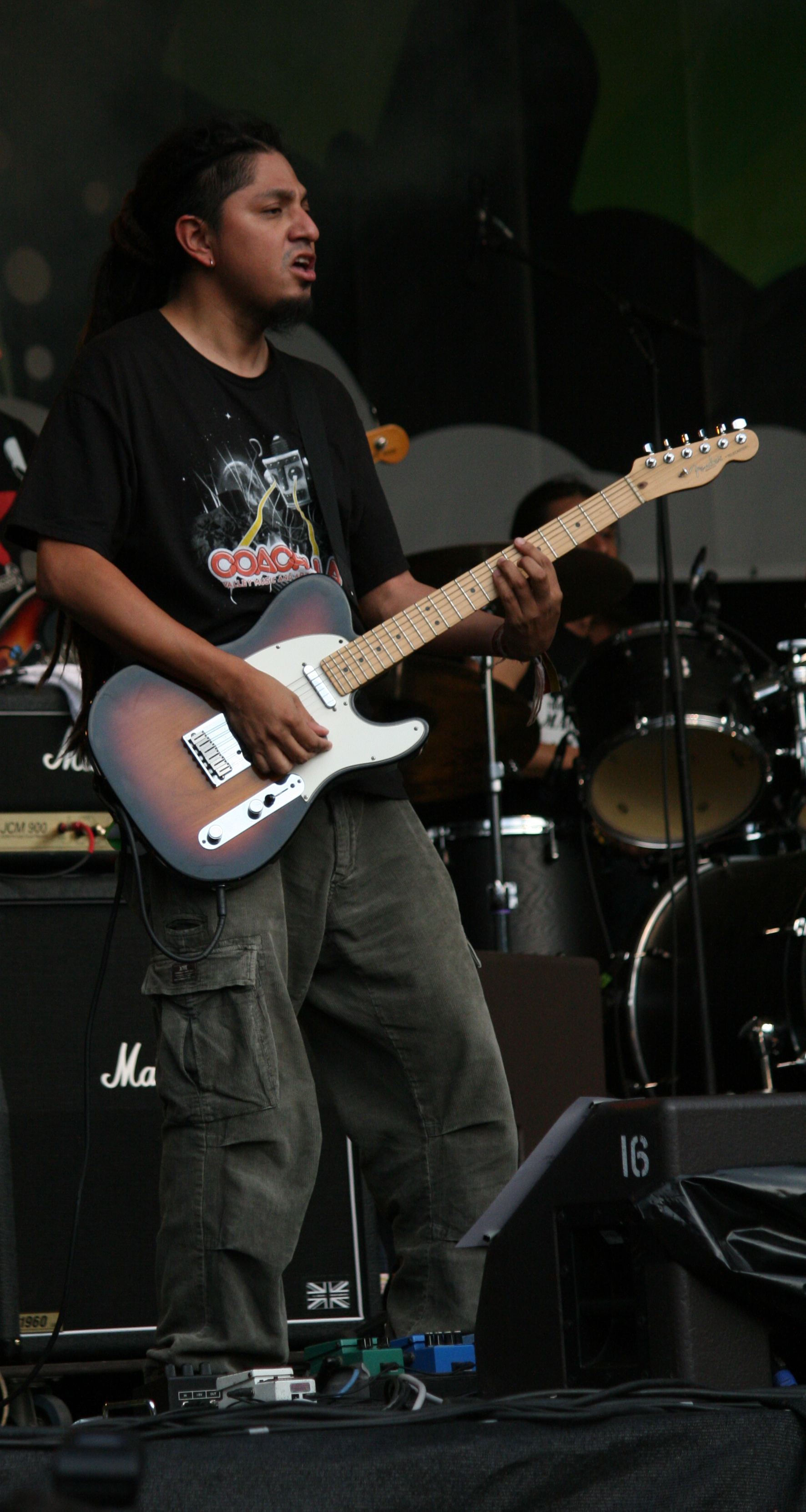
Leonel Rosales – gitara
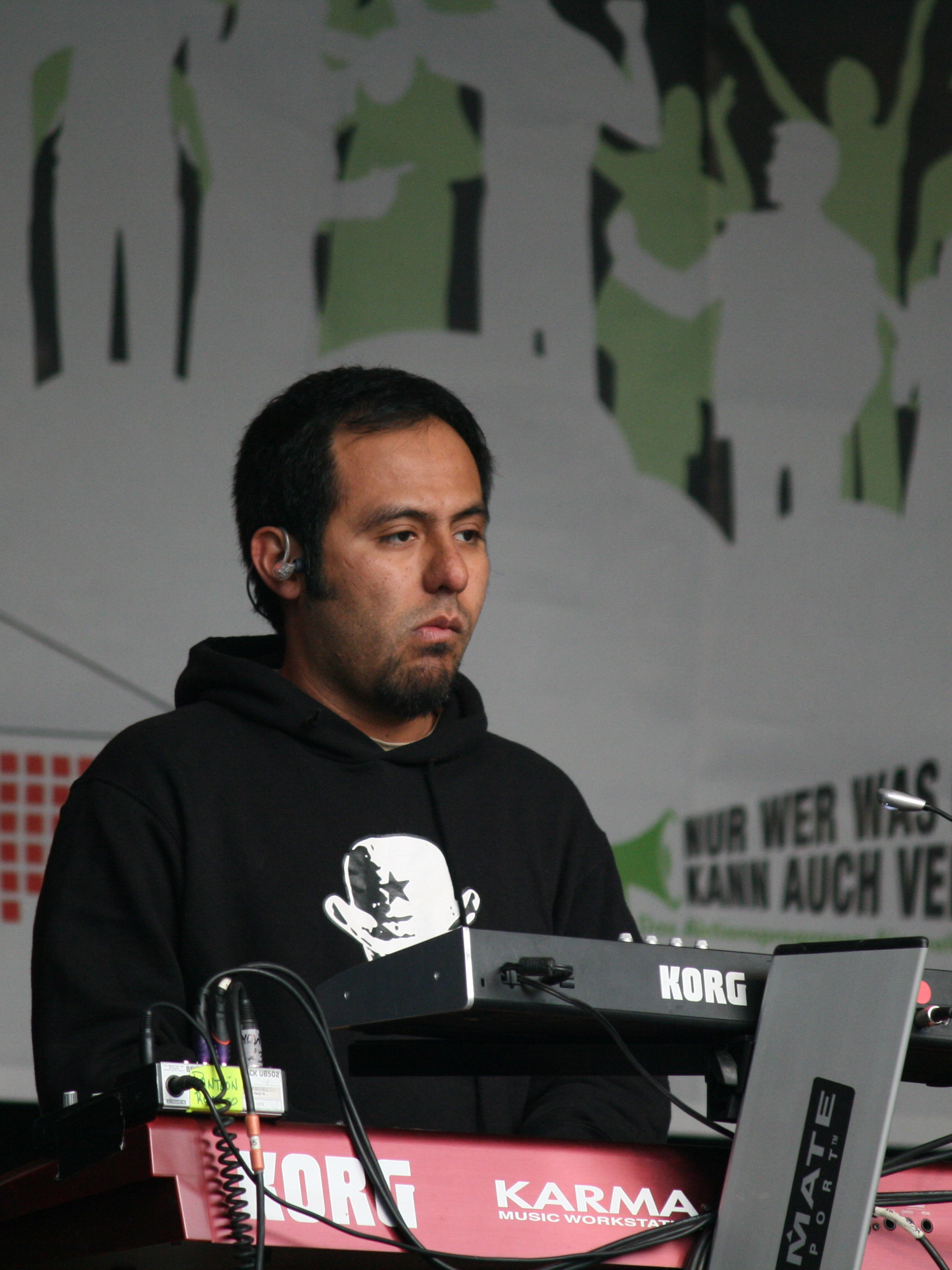
Felipe Bustamante – klawisze
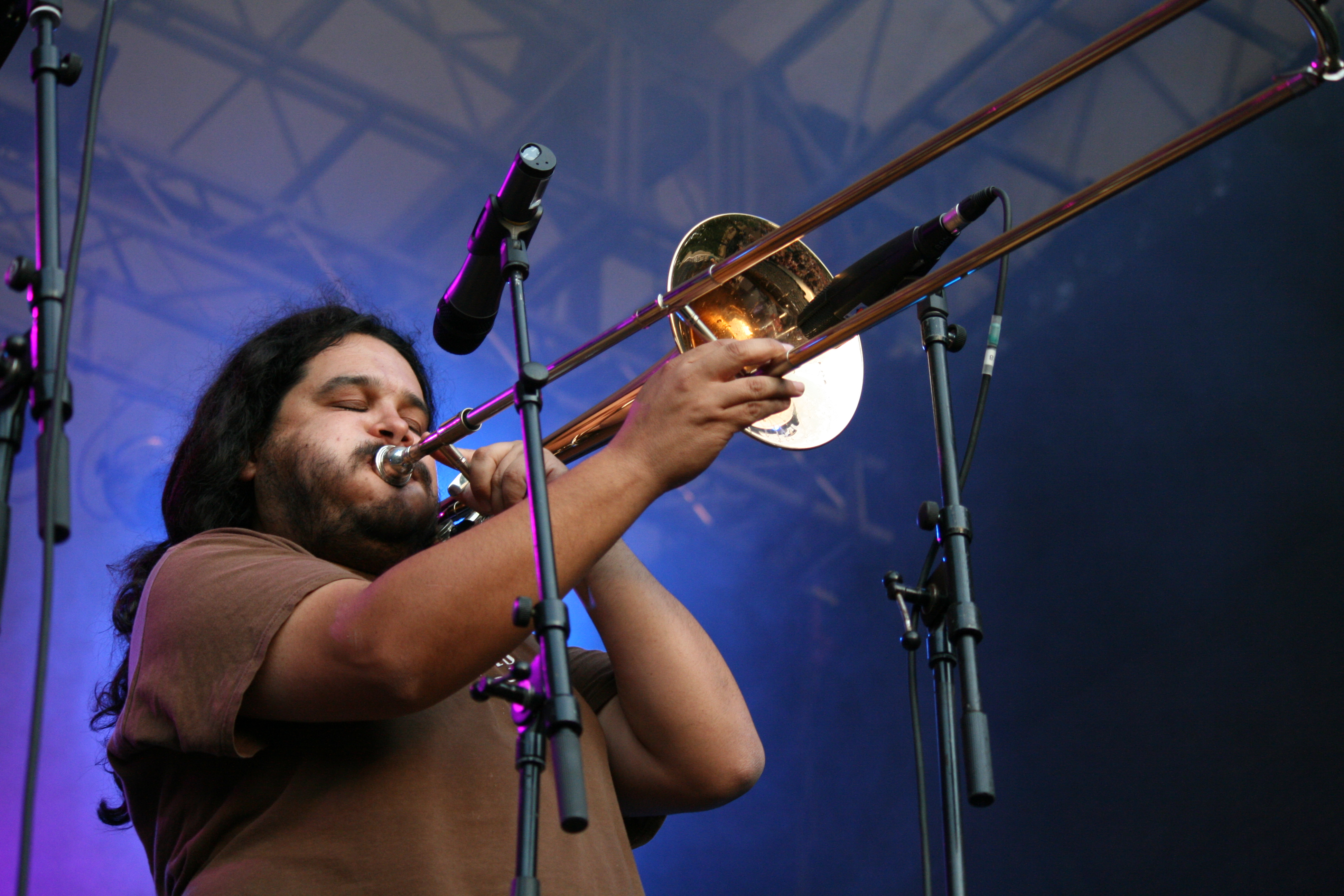
Paco Barajas – puzon
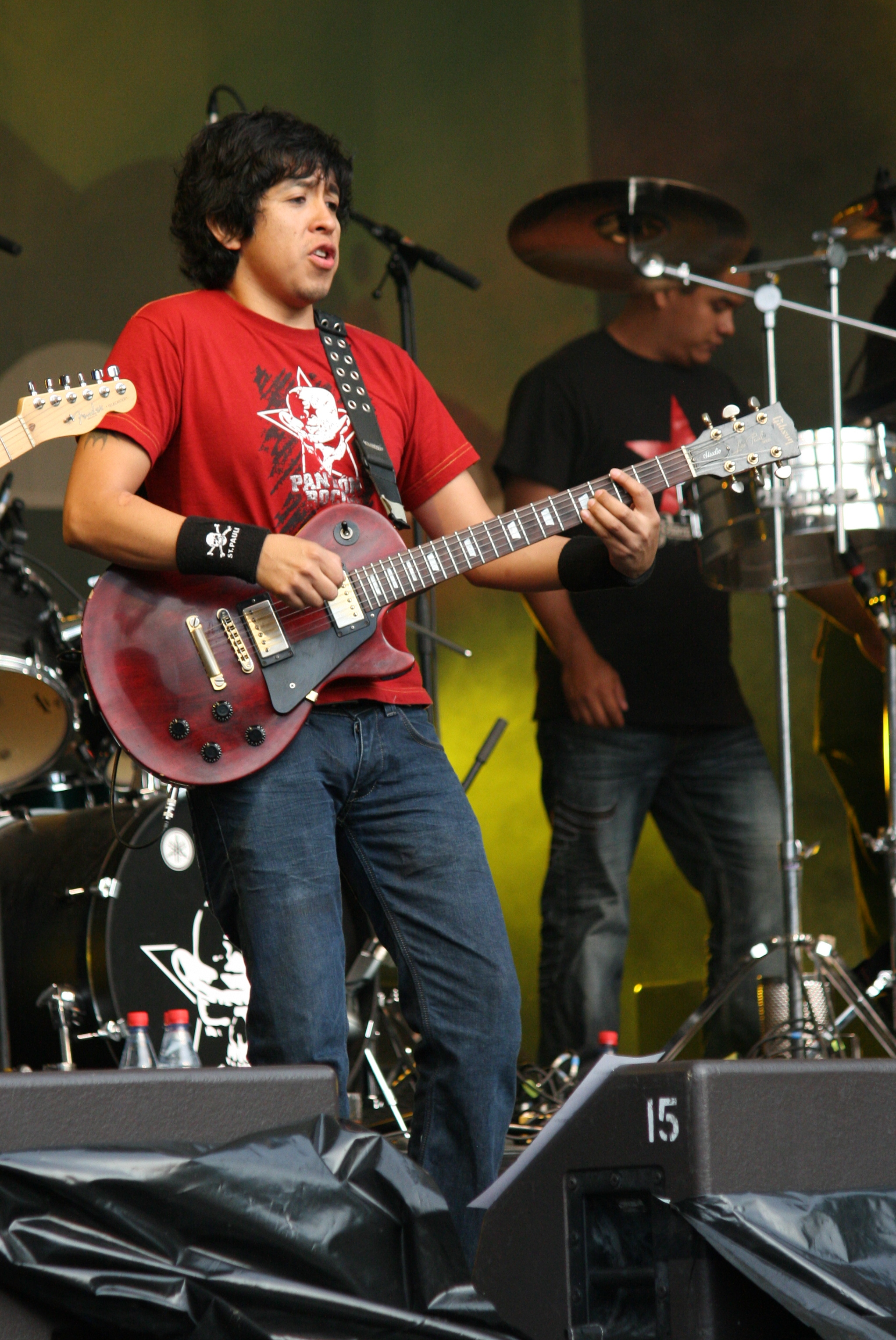
Don Gorri – gitara
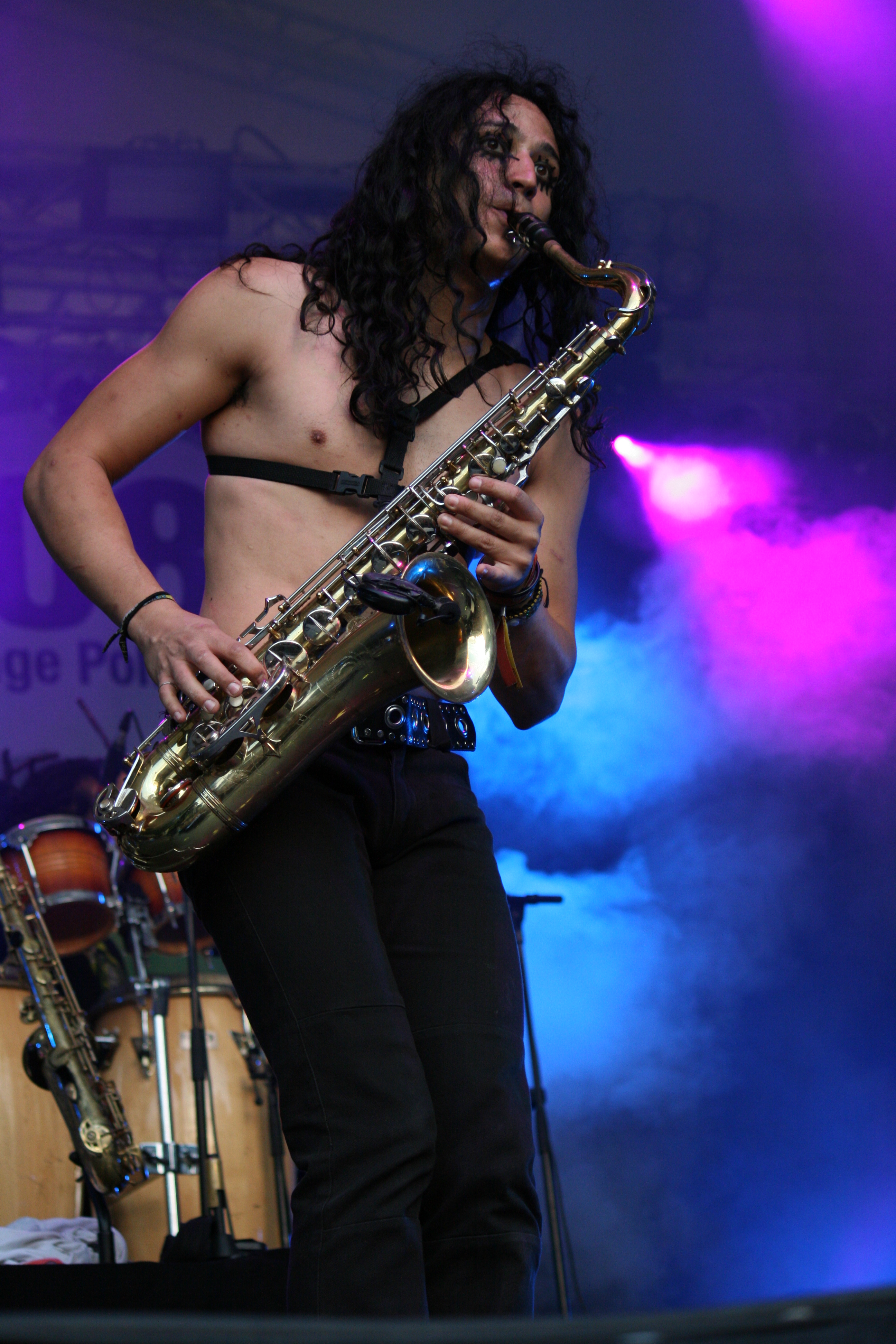
Missael – saksofon
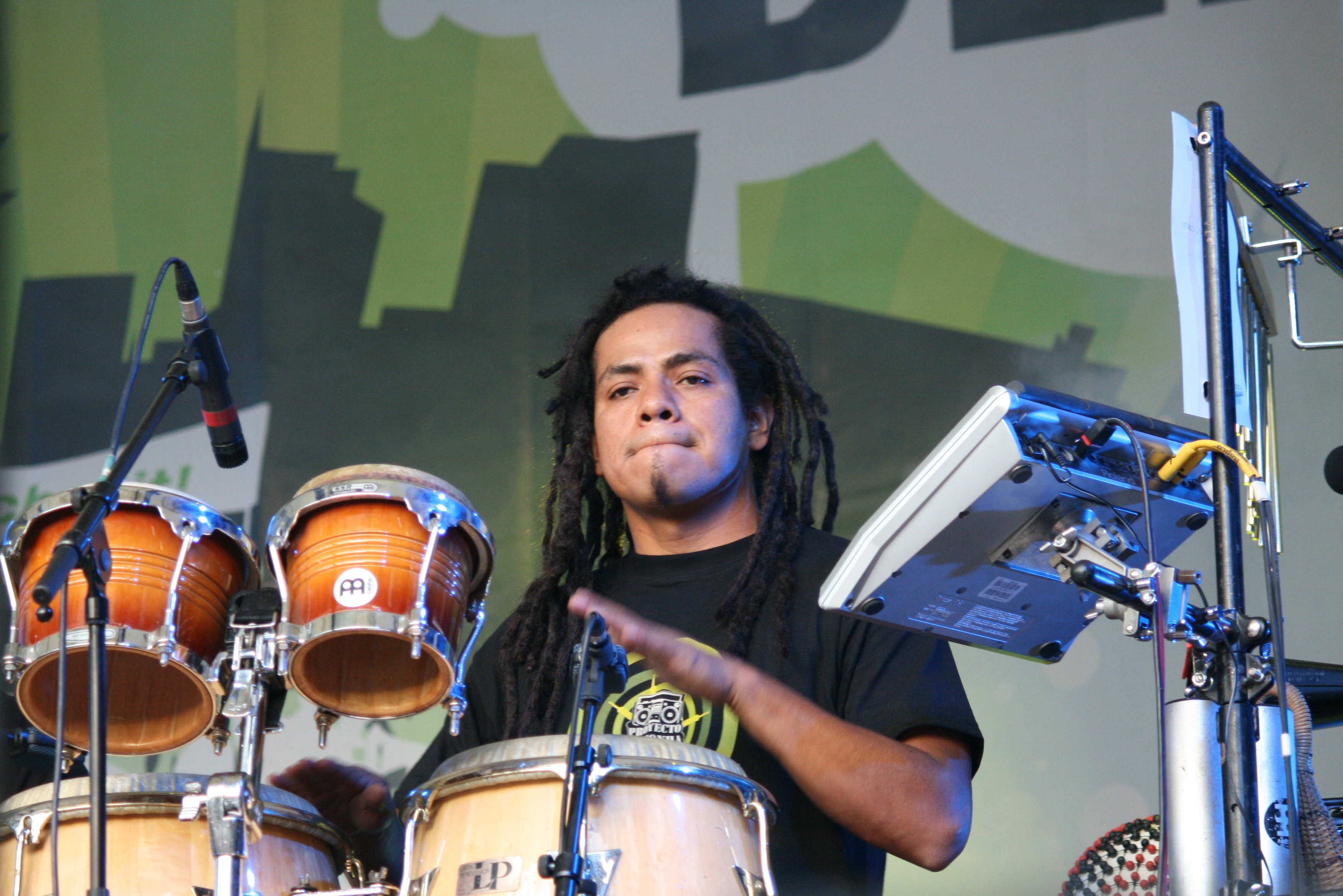
Tanis – kongi
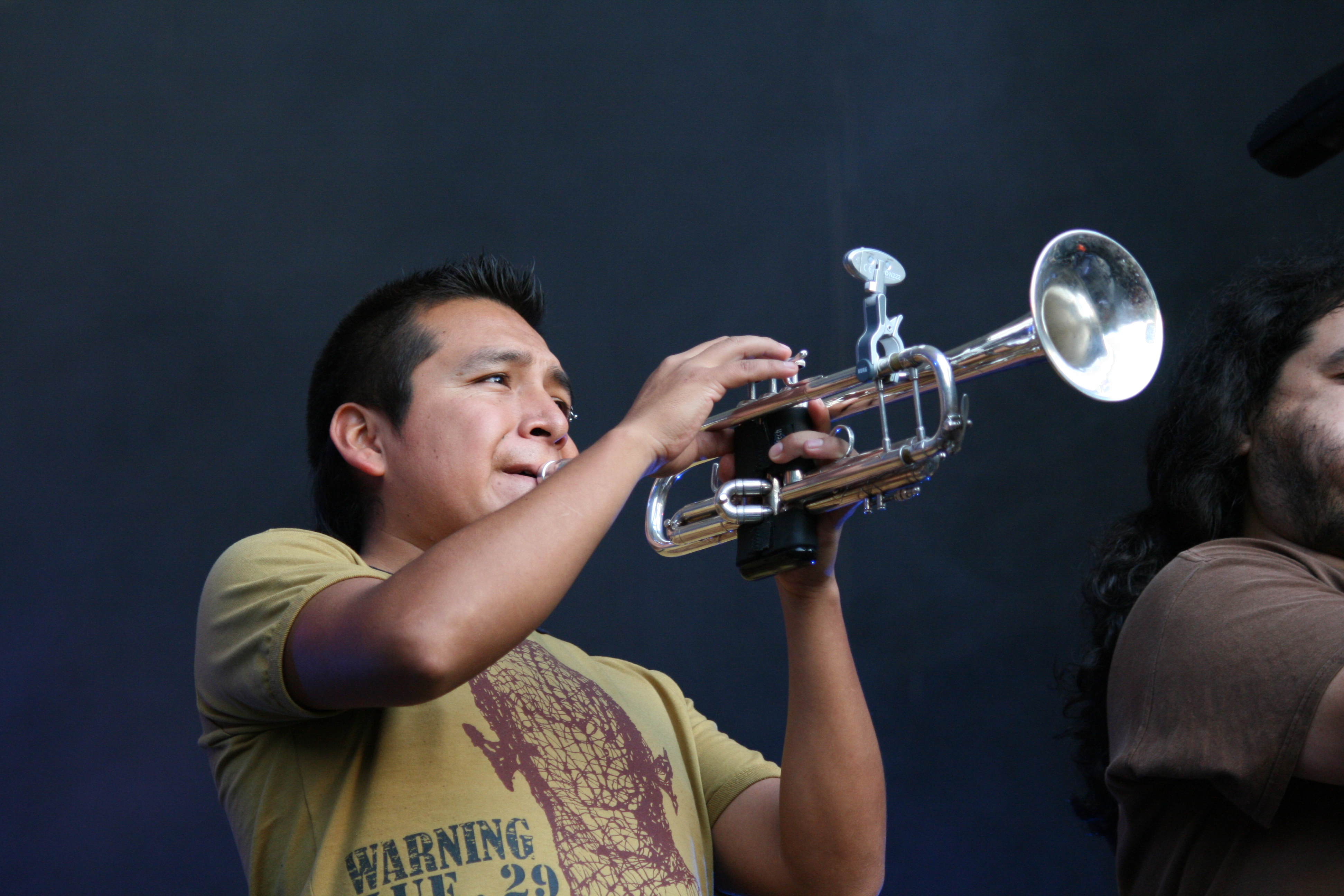
Pascal Montaño – trąbka (występy gościnne)